# Südtiroler Sportverein Leifers-Laives
L'SSV Leifers o Panthers è stata una squadra di hockey su ghiaccio italiana con sede nella città di Laives.

## Storia

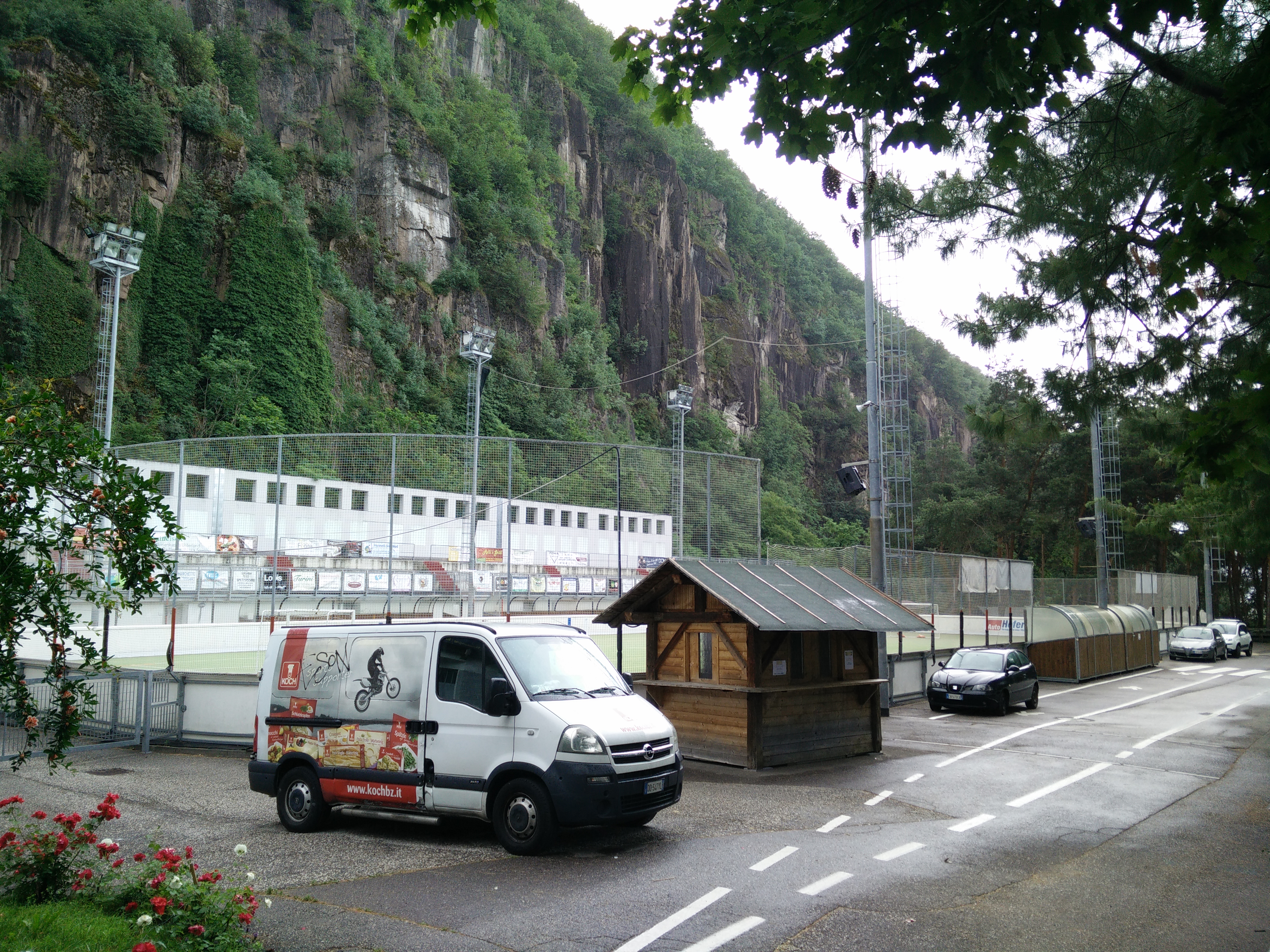
L'impianto di gioco lungo il Rio Vallarsa

Panthers hockey o detta anche "S.S.V. Leifers" è stata una squadra di hockey italiana. Venne fondata nel 1966. Negli anni '70 ha partecipato al campionato di serie C mentre in seguito la sezione indirizzò la propria attività a favore delle giovanili. A partire dal 1991, con la costruzione della pista di ghiaccio artificiale nella zona sportiva Vallarsa, è iniziata l'azione di rilancio dell'hockey a Laives.

## Sito web link
Sito ufficiale SSV Panthers

## Ex giocatori
Mattias Bergamo
Daniele Bissolo
Dennis Michelon
Daniel Maffia
Aron Bradelj
Jonas Cazzanelli
Thomas Coller
Philipp Davanzo
Lorenzo Di Giovanni
Samuel Donini
Andrea Fedrigoni
David Galassiti
Kilian Gramegna
Davide Menapace
Alex Sebastiani
Giacomo Zadra
Markus Zwerger
Mimmo Mimmo
Timothy Brigadoi
Mirko Accorsi
Philipp Alaimo
Elias Cazzanelli
Lena Covi
Max Depaoli
Alex Gamper
Daryl Hechenblaickner
Karin Inama
Lisa Jaitner
Patrik Katana
Armin Kofler
Rene' Ladurner
Gianluca March
Luca Marchi
Manuel Marino
Alessia Oliva
Jacopo Pace
Cristina Pelanda
Maddalena Ruzzon
Franziska Stocker
David Trivellato
Nadine Zaccherini
Mayr Georg
35 P Daniel Coller
69 A Philipp Calovi
_9 A Luigi Casagrande 'C'
13 A Patrick Casagrande
20 D Alessio Del Bon
_3 D Cristian Fabbretti
27 A Andrea Faggioni
__ A Alex Gamper
__ A Andrea Gamper
29 D Denis Maffia
16 A Markus Marschall
72 A Philipp Nidermeyer
__ A Tobias Obkircher
22 D Georg Orsi
__ A Alexander Pederiva
82 A Josef Perpmer
_6 D Hannes Pichler
11 D Florian Raffeiner
__ D Simon Alex Raffeiner
__ A Stefan Raffeiner
55 A Hannes Schrott
88 A Denis Sommadossi
44 A Daniel Segatti
__ A Marco Viale
61 A Lukas Widmann
38 A Theo Covi